# Austroturris
Austroturris is een geslacht van weekdieren uit de klasse van de Gastropoda (slakken).

## Soort
- Austroturris steira (Hedley, 1922)